# Murade IV
Murade IV (em turco otomano: مراد رابع; romaniz.: Murād-i rābi‘, 27 de julho de 1612 — 8 de fevereiro de 1640) foi Sultão do Império Otomano de 1623 sua morte em 1640.